# لونا (آرکانزاس)
لونا (به انگلیسی: Luna) یک منطقهٔ مسکونی در ایالات متحده آمریکا است که در شهرستان چیکات، آرکانزاس واقع شده‌است. لونا ۳۹٫۰۱ متر بالاتر از سطح دریا واقع شده‌است.